# エコマップ
エコマップ（英語: ecomap）とは、ある人物について、本人と家族の関係性、さらに、それらを取り巻く人々との関係性を示した図である。ある人物と社会資源との関係性を、図示した物とも言い換えられる。日本語では、生態地図とも呼ばれる。1975年にアン・ハートマン（Ann Hartman）が考案した。

## 図示内容
エコマップは家系図とは異なり、血縁や婚姻関係や養子縁組関係などに囚われずに作成する。また、ジェノグラムとも異なり、家族の枠にも囚われずに作成する。
エコマップでは、焦点を当てている者にとって、関係性が特に深い人物、支援を受けられる人物、影響を受けている人物、さらに、その人物を取り巻く地域に存在する社会資源や専門機関など全てを、1つの図に集約した物である。
エコマップにおいては、焦点を当てている者にとって重要な役割を果たしている親戚だけでなく、大きな影響を受けている場合には友人などについても図に加える。ただし、友好関係だけでなく、敵対関係や、敵視している間柄や、stressorと言える関係なども示しておく。例えば、焦点を当てている者から見て、精神的な支えになっている人物、金銭的な支援を受けている人物、血縁は有っても険悪な関係で支援を望めない人物、以前に支援を受けたものの信頼関係が崩れた施設、頻繁に利用していて活用可能な施設などなど、例を挙げればキリが無い。ただ要するに、焦点を当てている者の現状の暮らしに、影響を与えていると考えられる人物や施設などを、１枚の図で示すわけである。

## 用途
エコマップは、主に介護、障害者支援などの福祉、医療、教育の分野で、援助者が利用者を支援する方策を考えるために、作成される。また、支援記録などにも、エコマップが貼付される場合が有る。エコマップが有る事により、福祉のニーズや課題を有する利用者の周囲に、活用可能な社会資源がどこに、どのような物が存在するかを、一目瞭然にしておく。エコマップを見るだけで、利用者本人から見て、利用者の家族、利用者にとって重要な人物、それらを取り巻く社会資源の状況の概要を、容易に把握できるようにして、その利用者にとって最適な支援の方法を考える際に活用する。